# توماس اودن لامبدین
توماس اودن لامبدین (۳۱ اکتبر ۱۹۲۷ - ۸ مه ۲۰۲۰) دانشمند برجسته زبانهای سامی و مصری بود . وی دکترای خود را در سال ۱۹۵۲ از دپارتمان مطالعات خاور نزدیک دانشگاه جان هاپکینز ، جایی که مشاور وی ویلیام فاکسل آلبرایت بود دریافت کرد. پایان نامه او در مورد "کلمات وام مصر و رونویسی در زبانهای سامی باستان" بود. وی در سال ۱۹۶۴ به عنوان دانشیار زبان های سامی در دانشگاه هاروارد منصوب شد. وی در سال ۱۹۸۳ از دانشگاه هاروارد بازنشسته شد و تا زمان مرگ به عنوان استاد برجسته خدمت کرد.

## آثار
- لامبدین ، توماس اودن (۱۹۵۸) "دوگانگی اتای قبطی و مشکلات مرتبط در آواز مصری". مجله مطالعات خاور نزدیک . 17 (۳): ۱۷۷–۱۹۳. doi : ۱۰.۱۰۸۶ / ۳۷۱۴۶۶ .
- توماس اودن لامبدین. (۱۹۷۱) مقدمه ای بر کتاب مقدس عبری . Darton ، Longman و Todd Ltd. ISBN 978-0-232-51369-1.
- توماس اودن لامبدین (۱۹۷۸). مقدمه ای بر اتیوپی کلاسیک . مطالعات سامی هاروارد ۲۴. میسولا ، مونتانا: مطبوعات محققان. شابک ۰-۸۹۱۳۰-۲۶۳-۸.
- توماس اودن لامبدین (۱۹۸۳) مقدمه ای بر Sahidic Coptic . Macon: انتشارات دانشگاه مرسر.
- توماس اودن لامبدین (۲۰۰۶). مقدمه ای بر زبان گوتیک . یوجین: Wipf & Stock.